# Замок Баргі
Замок Баргі (англ. Bargy Castle) — один із замків Ірландії, розташований у графстві Вексфорд, у баронстві Баргі, біля селища Томаггард, у 7,5 милях на північний захід від міста Вексфорд. Назва замку і селища походить від назви Ві Бархе (ірл. Ui Bhairrche) — назви місцевого ірландського клану.
Замок являє собою квадратну споруду до якої було добудовано два крила під прямим кутом в XV та XVII століттях. Замок знаходиться в хорошому стані — кілька разів його ремонтували та реставрували. Замок побудований у норманському стилі близько 1400 року. Географічні координати: 52°13′21.8″N 6°29′33.0″W

## Історія замку Баргі
Починаючи з XV століття до 1667 року замком володіла родина Россітер. У 1667 році Олівер Кромвель конфіскував у родини Россітер замок Баргі за підтримку повстання за незалежність Ірландії та участь родини Россітер в обороні Вексфорда під завоювання Кромвелем Ірландії. Потім замок був дарований Вільяму Айворі, що продав його родині Харві. Наприкінці XVIII століття замком володів Бечамп Багенал Харві — командир повстанців під час повстання за незалежність Ірландії в 1798 році. Повстання було жорстоко придушене, Харві стратили на Вексфордському мості. Замок був знову конфіскований, використовувався як казарма до 1808 року. Потім замок був повернений родині Харві — Джеймсу Харві — брату Багенала Харві. Але Джеймс Харві жив у Лондоні й замок зовсім занедбав. Після його смерті замок Баргі успадкував радник Джон Харві, що від реставрував його. Він помер у 1880 році і був похований у мавзолеї на території замку. Замок отримав лорд Леред, що знову ремонтував його. Останніми людьми з родини Харві, що володіли замком були Джеймс Харві та його дружина Генрієтта Харві. Їхня донька Антуанетта Харві народилась у замку в 1945 році. Вона продала замок у 1960 році генералу серу Еріку де Бургу, колишньому начальнику генерального штабу індійської армії (він був дідом по материнській лінії музиканта і автора пісень — Кріса де Бурга). Потім у замку жили Чарльз та Мейв Девісон — батьки Кріса де Бурга. Вони перетворили замок Баргі в приватний готель.